# 1826 az irodalomban
Az 1826. év az irodalomban.

## Események
- Teleki József felajánlja a Magyar Tudós Társaság (a leendő Magyar Tudományos Akadémia) számára a Teleki család harmincezer kötetes könyvgyűjteményét; az adomány megteremti az Akadémiai Könyvtár alapjait.
- Élet és Literatura címen Szemere Pál folyóiratot indít Pesten; az első két kötetet követő szünet után a harmadik és a negyedik kötet már Muzárion néven jött ki, de a lap így sem volt hosszú életű.[1]

## Megjelent új művek

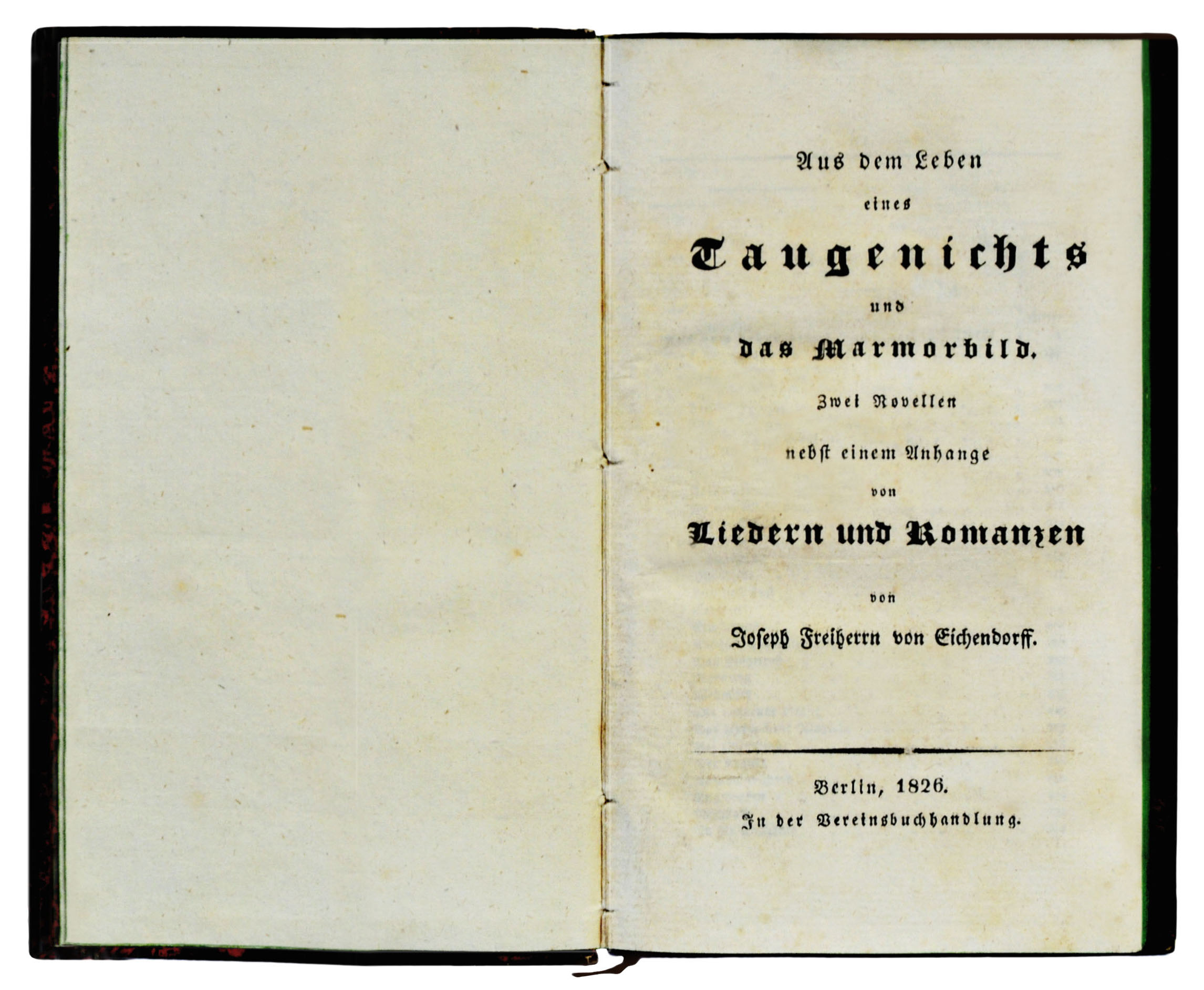
Egy mihaszna életéből

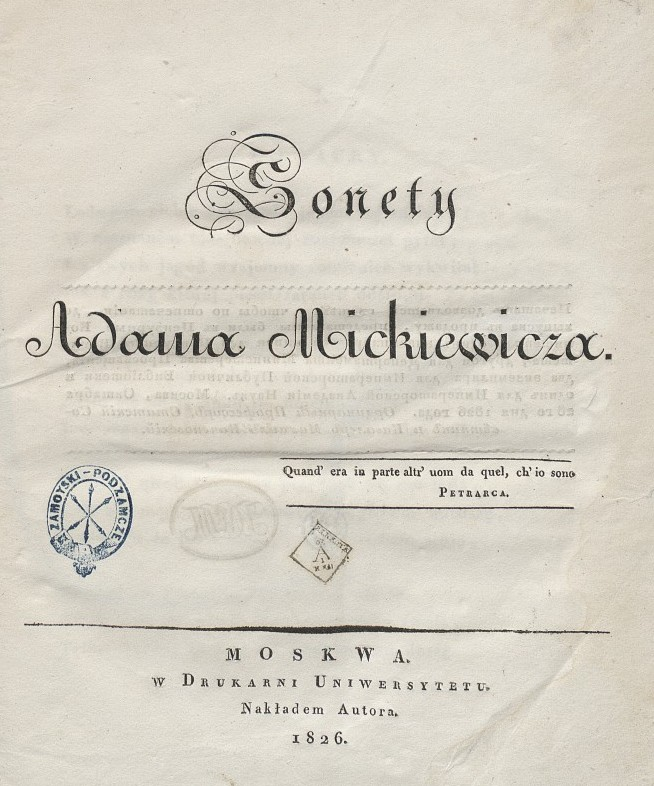
Mickiewicz: Krími szonettek

- James Fenimore Cooper: Az utolsó mohikán.
- Joseph von Eichendorff német romantikus költő, író elbeszélése: Aus dem Leben eines Taugenichts (Egy mihaszna életéből).
- Wilhelm Hauff:
  - Märchen almanach auf das Jahr 1826 (Mesealmanach az 1826-os évre)
  - Lichtenstein: Romantische Sage aus der wuerttembergischen Geschichte
- Heinrich Heine 1824-ben írt útirajzát egy folyóirat közli folytatásokban: Die Harzreise (Utazás a Harz-hegységben).
- Victor Hugo korai regénye: Bug-Jargal (első, rövid változatát 1820-ban közölte egy folyóirat).
- Walter Scott: Woodstock.
- Bernhard Severin Ingemann dán író történelmi regénye: Valdemar Seier (A győzelmes Valdemár).[2]

### Költészet
- Friedrich Hölderlin verseinek első gyűjteményes kiadása (Gedichte von Friedrich Hölderlin). (Az elmebeteg költő a kiadás munkájában nem vett részt.)
- Adam Mickiewicz: Sonety krymskie (Krími szonettek).
- José Joaquín de Olmedo ecuadori költő, politikus nagy elbeszélő költeménye: La victoria de Junín. Canto a Bolívar (Ének a juníni győzelemre, Bolivarnak ajánlva) [1825-ben Dél-Amerikában, 1826-ban Londonban jelent meg].[3]

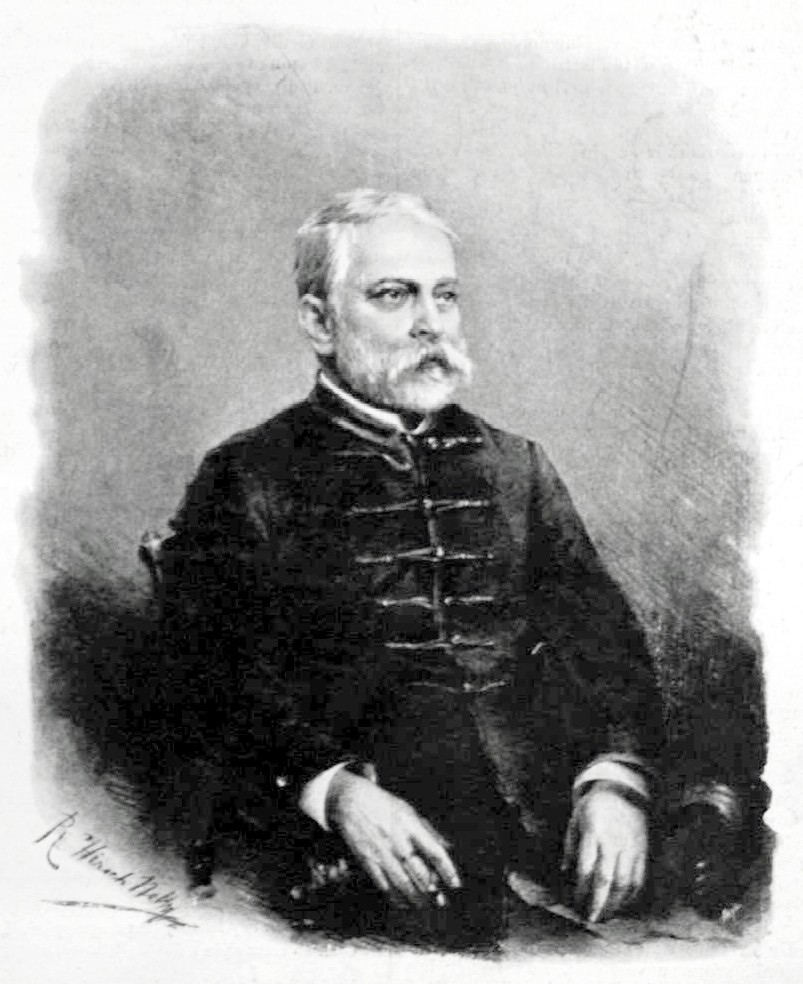
Gyulai Pál

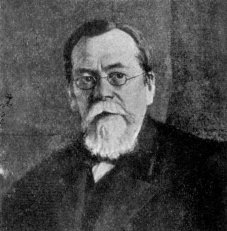
August Ahlqvist

Joseph Victor von Scheffel

### Dráma
- Ferdinand Raimund osztrák színpadi szerző vígjátéka Bécsben: Der Bauer als Millionär (A milliomos paraszt).

### Magyar nyelven
- Kölcsey Ferenc Nemzeti hagyományokról szóló irodalomtörténeti tanulmánya.

## Születések
- január 25. – Gyulai Pál magyar irodalomtörténész, költő, író, kritikus († 1909)
- január 27. – Mihail Jevgrafovics Szaltikov-Scsedrin orosz szatirikus író († 1889)
- február 16. – Joseph Victor von Scheffel német költő († 1886)
- augusztus 7. – August Ahlqvist finn költő, kritikus, filológus, nyelvész († 1889)
- november 24. – Carlo Collodi (Carlo Lorenzini) olasz író, a Pinokkió kalandjai című meseregény szerzője († 1890)

## Halálozások
- március 17. – Józef Maksymilian Ossoliński lengyel politikus, író, irodalomtörténész (* 1748)
- június 3. – Nyikolaj Mihajlovics Karamzin orosz író, költő, publicista, történetíró; az orosz irodalomban a szentimentalizmus fő képviselője (* 1766)
- július 25. – Kondratyij Fjodorovics Rilejev orosz dekabrista költő (* 1795)
- szeptember 22. – Johann Peter Hebel német költő (* 1760)